# Guerendiáin (Elorz)
Guerendiáin (Gerendiain en euskera) es una localidad española y un concejo de la Comunidad Foral de Navarra perteneciente al Valle de Elorz. Está situado en la Merindad de Sangüesa, en la Cuenca de Pamplona. Su población en 2014 fue de 26 habitantes (INE).

## Geografía

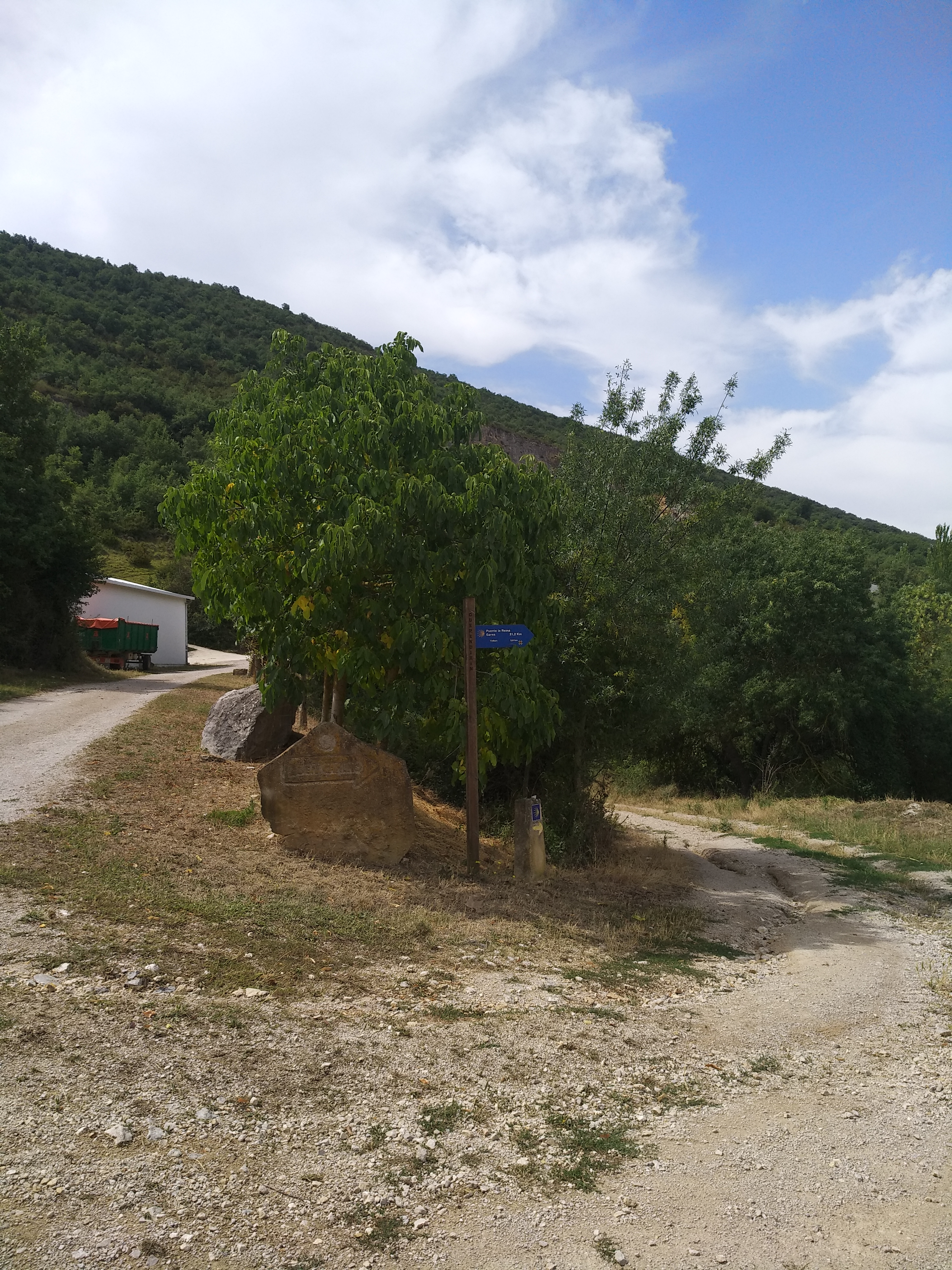

Limita al norte con Torres de Elorz, al sur con Unzué, al este con Ezperun y al oeste con Tiebas y Oriz. Mediante una arretera local enlaza con la nacional N-121, Pamplona-Tudela y por otra con la N-240, Pamplona-Huesca.
En su término municipal, al pie de la Sierra de Alaiz, se localiza la cueva conocida como Diablozulo.
La ruta del Camino de Santiago atraviesa sus tierras, por el tramo conocido como Camino Aragonés.

## Historia
Fue lugar de señorío hasta comienzos del siglo XIX y por tanto tuvo administración peculiar en algunos aspectos. El gobierno, no obstante, era el de los lugares de realengo: sus 47 almas (según el diccionario de 1802) eran gobernadas por el diputado nombrado por el valle de Elorz, y por los regidores del pueblo, elegidos entre sus vecinos. En 1847 se escribía que el lugar tenía siete casas miserables y de mala construcción, excepto la abacial y que había un antiguo y magnífico palacio que fue quemado por los soldados franceses durante la guerra de la Independencia. Contaba aún -en 1847- con unas 200 robadas de dehesas; sus gentes se dedicaban a producir y exportar cereales y patatas, recibían el correo desde Pamplona y sólo contaban con caminos locales no muy buenos. 

## Arte

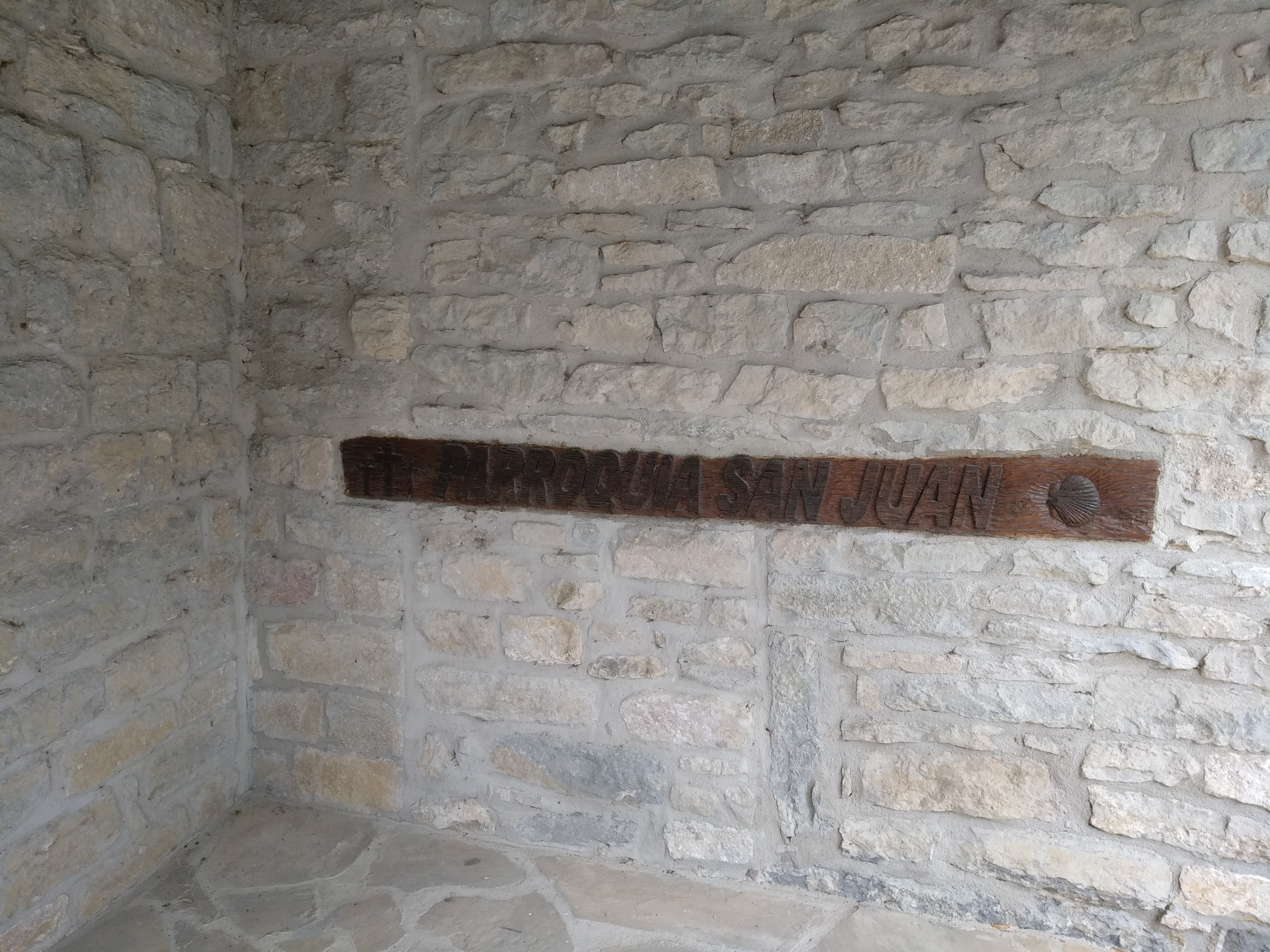

Su iglesia parroquial, dedicada a San Juan Bautista, es un edificio románico construido en piedra, remodelado en el siglo XVI. Es planta de nave única con cabecera semicircular y acceso al interior por una puerta de arco de medio punto en el lado de la epístola y protegida por un pórtico de nueva factura.
La cubierta de la nave es de bóveda de cañón con fajones en sus tres tramos apoyados sobre ménsulas renacentistas.
La cabecera poligonal cuenta con una bóveda de crucería estrellada cuyas claves se muestran adornadas con cabezas de angelotes.
El retablo mayor, del barroco tardío (cerca del 1700), presenta una profusión de hojarasca. Se articula con un banco, un cuerpo de tres calles y un ático flanqueando las armas del Barón de Beorlegui que, según Madoz, ejercía como patrono de la iglesia.